# Карраско, Луис
Луис Андрес Карраско Арена (исп. Luis Andrés Carrasco Arena; род. 2 октября 1963, Мерида) — мексиканский скелетонист. Участник зимних Олимпийских игр 2002 года.

## Биография
Луис Карраско родился 2 октября 1963 года в мексиканском городе Мерида.
Выступал в соревнованиях по скелетону в 1995—2014 годах. Тренировался под руководством Ребеки Соренссен.
Четырежды участвовал в чемпионатах мира. В 1995 году в Лиллехаммере занял 41-е место, в 1996 году в Калгари — 44-е, в 1997 году в Лейк-Плэсиде — 27-е, в 2001 году в Калгари — 32-е.
Дважды выступал на этапах Кубка мира. В 1996 году в Лейк-Плэсиде занял 28-е место, в 1998 году в Калгари — 22-е.
В 2002 году вошёл в состав сборной Мексики на зимних Олимпийских играх в Солт-Лейк-Сити. Занял 25-е место, показав по сумме двух заездов результат 1 минута 48,98 секунды, уступив 7,02 секунды завоевавшему золото Джиму Ши из США.
Карраско стал первым и единственным по состоянию на 2022 год скелетонистом, представлявшим Мексику на зимних Олимпийских играх.